# Унга (остров)
Унга (англ. Unga Island, алеут. Uĝnaasaqax) — остров в штате Аляска, США. Коренное население — алеуты. В настоящее время необитаем.
Является наибольшим из островов Шумагина, расположенных у юго-западной оконечности полуострова Аляска. Площадь — 442,188 км², 35-й по величине остров в США.
Открыт участниками промысловой экспедиции 1760—1762 годов, организованной иркутским купцом Иваном Бечевиным.
В 1827 году упоминается в отчёте российского мореплавателя Ивана Крузенштерна. Как официальное название в своих «Записках об островах Уналашкинского отдела» остров упоминал епископ Иннокентий.
Степан Гомзяков, который прибыл на Аляску в 1815 году, был управляющим островом Унга, участвовал в деятельности Российско-Американской компании и был женат на алеутской девушке.